# Mesosa hyunchaei
Mesosa hyunchaei es una especie de escarabajo longicornio del género Mesosa, categorizada en la tribu Mesosini, de la subfamilia Lamiinae. Fue descrita por Yamasako & Hasegawa en 2009.

## Descripción
Mide 11-16 mm de longitud.

## Distribución
Se distribuye por Corea.